# Trissodon curtus
Trissodon curtus är en skalbaggsart som beskrevs av Hermann Burmeister 1847. Trissodon curtus ingår i släktet Trissodon och familjen Dynastidae. Inga underarter finns listade i Catalogue of Life.